# Anatolij Lejn
Anatolij Jakovlevič Lejn (in russo Анатолий Яковлевич Лейн?; Leningrado, 28 marzo 1931 – Beachwood, 1º marzo 2018) è stato uno scacchista statunitense, grande maestro.
Conseguì il titolo di maestro internazionale nel 1964 e di grande maestro nel 1968.
Nel 1976 lasciò l'Unione Sovietica ed emigrò negli Stati Uniti, adottandone la nazionalità.
Nel suo periodo migliore Lejn poteva battere chiunque; vinse partite contro Michail Tal', Vasilij Smyslov, David Bronštejn, Leŭ Paluhaeŭski, Leonid Štejn e Mark Tajmanov.

## Principali risultati
- 1963 :  vince il torneo di Mogilev;
- 1966 :  pari primo con Aivars Gipslis a Krasnodar (semifinale del campionato sovietico);[1]
- 1967 :  sesto nel 34º Campionato Sovietico di Tbilisi, con 11,5 /20;
- 1969 :  vince a Dubna il campionato della regione di Mosca;
- 1971 :  vince il campionato di Mosca, dopo spareggio con Y. Kotkov e V. Baikov;[2]
- 1972 :  vince il Capablanca Memorial di Cienfuegos e il torneo di Novi Sad;
- 1973 :  vince ancora il torneo di Novi Sad;
- 1976 :  pari primo con Leonid Šamkovič nel Campionato open degli Stati Uniti;
- 1976 :  pari primo con Bernard Zuckerman nel World Open di Filadelfia;
- 1978 :  partecipa in terza scacchiera con gli USA alle Olimpiadi di Buenos Aires, vincendo il bronzo di squadra;[3]
- 1984 :  pari primo nel torneo di Grand Manan in Canada;
- 1992 :  vince il campionato del New Jersey (ripetuto nel 1993 e 1994).

Alcune partite notevoli:
- Anatolij Lejn – Michail Tal'  (Vilnius, 1955)  – Siciliana Richter-Rauzer B68
- Leonid Štejn – Anatolij Lejn  (Campionato sovietico 1964/65)  – Difesa francese C18
- Anatolij Lejn – Leŭ Paluhaeŭski  (Soči, 1966)  – Apertura Zukertort A04
- Anatolij Lejn – Volodymyr Savon  (Campionato sovietico 1966/67)  – Attacco Torre A48
- Anatolij Lejn – Jurij Averbach  (Campionato sovietico 1968/69)  – Difesa semi Tarrasch D41
- Anatolij Lejn - Ljuben Spassov  (Moscow Open-A, 1989)  – Siciliana Alapin B22